# Brachypeza obscura
Brachypeza obscura är en tvåvingeart som beskrevs av Johannes Winnertz 1863. Brachypeza obscura ingår i släktet Brachypeza och familjen svampmyggor. Arten är reproducerande i Sverige. Inga underarter finns listade i Catalogue of Life.